# ژومت
ژومت (به لاتین: Jumet) یک منطقهٔ مسکونی در بلژیک است که در شارلروآ واقع شده‌است. ژومت ۱۲٫۴۷ کیلومتر مربع مساحت و ۲۳٬۹۷۳ نفر جمعیت دارد.